# Quatuor Éder
Le Quatuor Éder est un quatuor à cordes hongrois fondé en 1972 et dissous en 1997.

## Historique
Le Quatuor Éder est un quatuor à cordes fondé en 1972 par quatre élèves d'András Mihály à l'Académie Franz-Liszt de Budapest.
En 1976, l'ensemble est lauréat d'un 1er prix au Concours international de quatuor à cordes d'Évian, puis, en 1977, d'un 2e prix au Concours international de musique de l'ARD à Munich.
En 1978, le quatuor Éder suit les cours de Raphael Hillyer (en) et du Quatuor de Tokyo à l'Université de Yale, avant de mener une carrière internationale. L'ensemble se produit en Europe, aux États-Unis, en Australie et en Nouvelle-Zélande.
Après la dissolution du quatuor en 1997, deux de ses anciens membres, Erika Tóth et György Éder, rejoignent le Quatuor Kodály.

## Membres
Les membres de l'ensemble étaient :
- premier violon : Pál Éder (1972-1986), János Salmeczi (depuis 1986) ;
- second violon : Ildikó Hegyi (1972-1977), Erika Tóth (1977-1986), Ildikó Hegyi (1986-), Péter Szüts ;
- alto : Zoltán Tóth (1972-1984), Sándor Papp (depuis 1984) ;
- violoncelle : György Éder.

## Créations
Le Quatuor Éder est notamment le créateur du Quatuor à cordes no 2 de Cristóbal Halffter (1979), du Quatuor à cordes no 3 d'Alfred Schnittke (1984) et des Douze Microludes de György Kurtág,. 

## Discographie
La discographie du Quatuor Éder se distingue par l'enregistrement de trois intégrales majeures : au début des années 1980, l'ensemble grave pour Teldec l'intégrale des quatuors à cordes de Bartók, puis pour Naxos le cycle complet des vingt-trois quatuors à cordes et des six quintettes à cordes de Mozart, enfin, toujours pour Naxos, les quinze quatuors à cordes de Chostakovitch, entre 1993 et 1996.
Le quatuor a également enregistré l'Opus 76 de Joseph Haydn, l'Octuor de Mendelssohn et le Double quatuor en ré mineur de Louis Spohr avec le Quatuor Kreuzberger, des quatuors avec piano de Mozart avec Dezsõ Ránki, les quintettes pour clarinette et cordes de Mozart et Weber avec Kálmán Berkes ainsi que les quintettes avec guitare de Boccherini avec Dániel Benkő (de).